# Riel-les-Eaux
Riel-les-Eaux é uma comuna francesa na região administrativa da Borgonha-Franco-Condado, no departamento de Côte-d'Or. Estende-se por uma área de 23,5 km². Em 2010 a comuna tinha 93 habitantes (densidade: 4 hab./km²).